# ماین لا مات (میزوری)

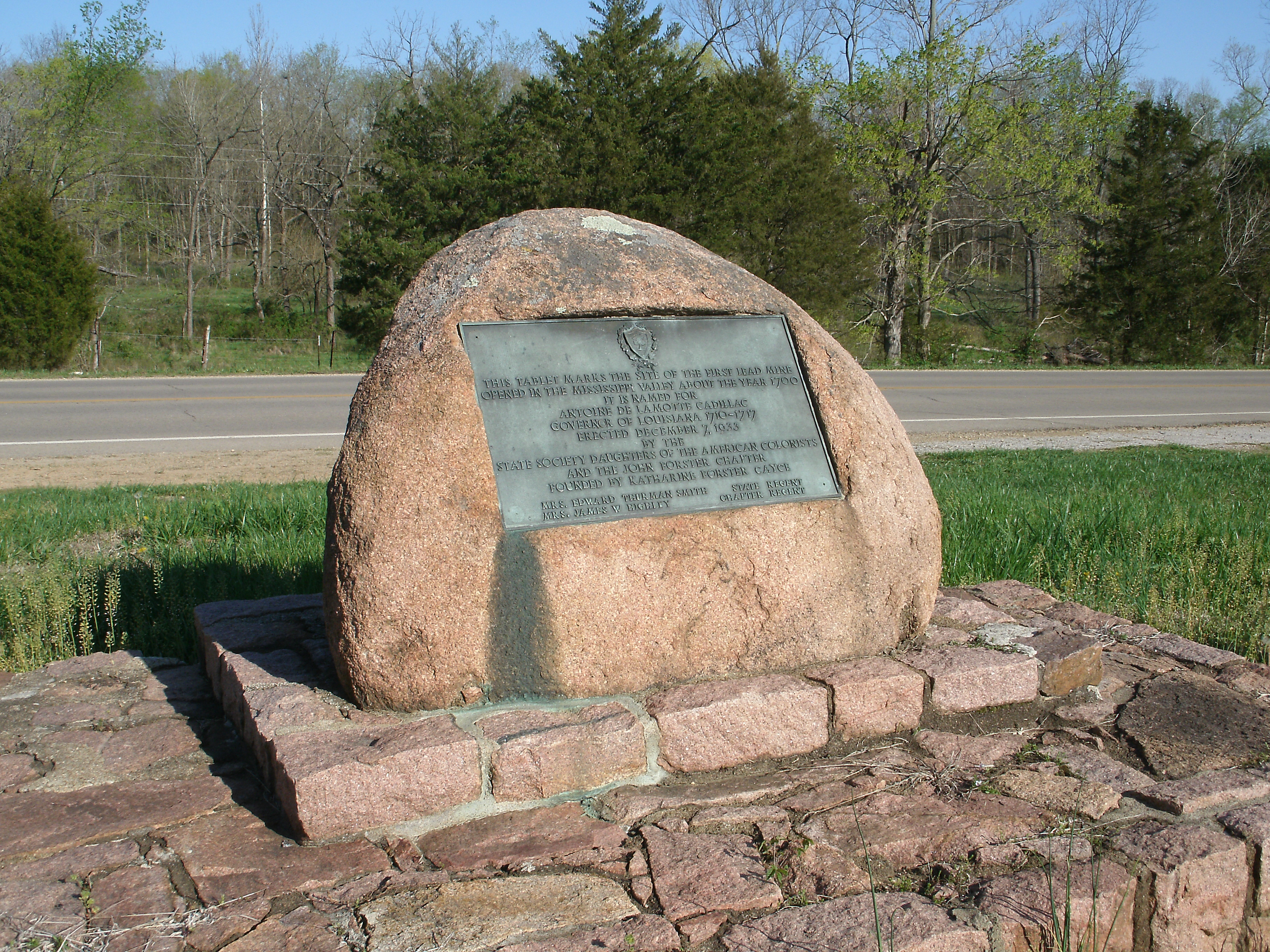
منظره تاریخی نخستین سایت معدن سرب در میزوری

ماین لا مات، میزوری (انگلیسی: Mine La Motte, Missouri) معدن لا مات یک مکان ثبت نشده در مدیسون کانتی، میزوری، در ایالات متحده است. این معدن در حدود شش مایلی شمال فردریکس‌تاون واقع شده‌است. اروپایی‌ها در این مکان نقره کشف کردند و دنبال پیدا کردن نقره بودند.